# Klaus Barbie
Nikolaus «Klaus» Barbie (Bad Godesberg, Alemania, 25 de octubre de 1913-Lyon, Francia, 25 de septiembre de 1991) fue un militar y criminal de guerra alemán que se desempeñó como un alto oficial de las SS y de la Gestapo durante el régimen nazi, que estuvo involucrado en numerosos crímenes de guerra contra la humanidad durante la Segunda Guerra Mundial, especialmente en Francia y condenado a cadena perpetua en 1987. Era conocido como «El carnicero de Lyon» porque torturó personalmente a prisioneros franceses de la Gestapo mientras estaba destinado en Lyon.
Salvado de la detención por los servicios secretos estadounidenses y las Ratlines, con los que Barbie había colaborado anteriormente, pasó posteriormente a vivir y colaborar con Bolivia. Tal como Mengele se escondió en Brasil y Eduard Roschmann lo hizo en Paraguay, Barbie también escogió Sudamérica, dada la falta de infraestructura institucional que permitía cierto margen de maniobra a individuos con tales antecedentes. Más aún, cuando el alineamiento ideológico de los gobiernos sudamericanos con Estados Unidos en épocas de la Guerra Fría los posicionó en el anticomunismo, estos criminales llegaron a ser requeridos como colaboradores, recibiendo grandes beneficios de parte de los gobiernos. En el caso de Barbie, eso se vio reflejado en privilegios comerciales de parte del gobierno de La Paz. Finalmente la variable situación política de Bolivia llevó a que en 1983 fuera expulsado a Francia, donde fue juzgado y condenado a cadena perpetua. Fue acusado de la muerte o extradición de 840 personas (entre ellas 41 niños judíos que se encontraban en un centro católico estudiando) y finalmente condenado por 341 cargos, entre los cuales se cuenta la muerte del máximo dirigente de la resistencia en la Francia de Vichy, Jean Moulin.

## Biografía
Klaus Barbie nació el 25 de octubre de 1913 en la ciudad de Bad Godesberg, en el entonces Imperio Alemán. Era hijo de Nikolaus Barbie y Anna Hees, ambos maestros, que se casaron un año después de que hubiera nacido. Su padre volvió gravemente herido de la Primera Guerra Mundial. En 1934 hizo el bachillerato en Tréveris. Después entró en las Juventudes Hitlerianas y fue ayudante personal del jefe local del partido nazi. Barbie no pudo acudir a la universidad porque la familia no podía costearle los estudios tras la muerte del padre. Luego se fue voluntario seis meses a un campamento del Servicio Laboral del Reich, el Reichsarbeitsdienst (RAD) en Schleswig-Holstein, de donde regresó totalmente imbuido por la ideología del Tercer Reich.

### Alemania nazi
Se alistó en las SS (Schutzstaffel) el 26 de septiembre de 1935 (con el n.º 272.284) y empezó a trabajar en la Dirección general del Servicio de Seguridad Sicherheitsdienst (SD) a partir del 29 de septiembre de 1935, así como en la Gestapo de Berlín. El 1 de mayo de 1937 se afilió al Partido Nacional Socialista Obrero Alemán (NSDAP), con el número de carné 4.583.085, siendo ascendido el 20 de abril de 1940 a Untersturmführer (equivalente a subteniente). En 1941, durante la Segunda Guerra Mundial, Barbie fue destinado a la Sección IVB4 y enviado a Ámsterdam, y más tarde, en mayo de 1942, a Lyon, Francia. Allí se ganó el apodo de «El Carnicero de Lyon» como jefe de la Gestapo local. Fue acusado de numerosos crímenes, incluyendo la captura de cuarenta y cuatro niños judíos escondidos en la villa de Izieu, y la tortura y posterior muerte de Jean Moulin, el miembro de la Resistencia francesa de más alto rango jamás atrapado por los nazis. Solamente en Francia se atribuyen a su actividad o a la de sus subordinados el envío a campos de concentración de 7.500 personas, 4.432 asesinatos y el arresto y tortura de 14.311 combatientes de la Resistencia.

### Posguerra

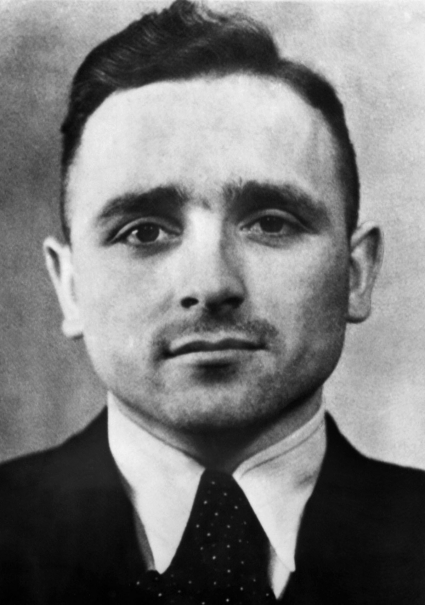
Klaus Barbie durante la década de 1950, ya en la posguerra

Tras la salida del ejército alemán de Lyon, Barbie voló a Alemania y creó una nueva vida bajo identidad falsa. Inicialmente dirigió un cabaret en Múnich e hizo tratos en el mercado negro. Posteriormente, Barbie fue protegido y empleado por los servicios de contraespionaje del Ejército de los Estados Unidos (CIC), para los que trabajó en Alemania entre 1947 y 1951, en actividades contra el comunismo. Ese año, ante las repetidas peticiones francesas para que fuese extraditado (ante lo que las autoridades estadounidenses declararon que desconocían el paradero del criminal), se trasladó a Bolivia. Lo hizo a través de una ratline —rutas de escape organizadas tras la Segunda Guerra Mundial para que criminales de guerra nazis y fascistas pudieran huir y evitar ser enjuiciados por los crímenes que habían cometido— organizada por los servicios secretos estadounidenses y el sacerdote ustashi croata Krunoslav Draganovic, pasando circunstancialmente por la Argentina. Barbie, su mujer y sus dos hijos llegaron a Bolivia a fines de 1955. Allí, Barbie adoptó el seudónimo «Klaus Altmann» —tras tomar el apellido del rabino de su pueblo natal— y comenzó a dirigir una serrería en La Paz, negocio al que se dedicó antes de comenzar a comerciar con quinina y establecer relaciones con ex nazis refugiados en países vecinos y con los militares locales. Durante la dictadura del general Barrientos, que llegó al poder en 1964 tras un golpe de Estado, Barbie fue nombrado gerente general de la compañía marítima estatal, la Compañía Transmarítima Boliviana, creada por Barrientos en 1967 con capitales públicos y privados, que actuaba como tapadera de tráfico de armas al servicio de la dictadura. De acuerdo con recientes investigaciones, participó a nivel logístico en la operación de Contrainsurgencia que terminó con el encarcelamiento y muerte del revolucionario Ernesto Che Guevara.
Tras la muerte de Barrientos en un accidente de helicóptero en 1969, la suerte de Barbie pareció empeorar y, tras la quiebra de la Transmarítima en 1971, Barbie dejó Bolivia y se estableció en Perú, usando el seudónimo «Klaus Altmann» y fue vinculado con el asesinato del empresario Luis Banchero Rossi. Sin embargo, allí su identidad fue desvelada por la prensa, lo que propició que los cazanazis Serge y Beate Klarsfeld diesen con su paradero y comenzaran una campaña de acoso, al estilo de lo que hoy se denomina escrache. Concedió entrevistas negando que fuera Barbie y afirmando que nunca estuvo en Lyon, pero al mantenerse el acoso, volvió a Bolivia siendo amparado por las sucesivas dictaduras de Hugo Banzer (1971-1978) y Luis García Meza Tejada (1980-1981), en cuyos golpes de Estado tomó parte. En 1974, Francia pidió a Bolivia la extradición de Barbie, que fue denegada alegando que no existía tratado de extradición entre ambos países. Durante la dictadura de García Meza, Barbie fue responsable de la organización de violentos grupos paramilitares al servicio del régimen. En este período, Ernesto Milà trabajó con él.
La privilegiada situación de Barbie cambió en 1982, con la llegada de un gobierno democrático de centro-izquierda al país. El 25 de enero de 1983 el gobierno del presidente Siles Suazo arrestó por estafa a Barbie en La Paz e inmediatamente lo deportó a Francia. Poco antes, su esposa, Regina, había muerto de cáncer en  un hospital de la sede de gobierno boliviana en 1982.

 “Mi país ha perdido vidas humanas por su culpa. Con él regresaron los métodos de tortura. Barbie trasladó su guerra europea a territorio boliviano.” 
El Ministro del Interior de Bolivia, Gustavo Sánchez Salazar en una entrevista concedida en 1983

### Juicio, condena y fallecimiento

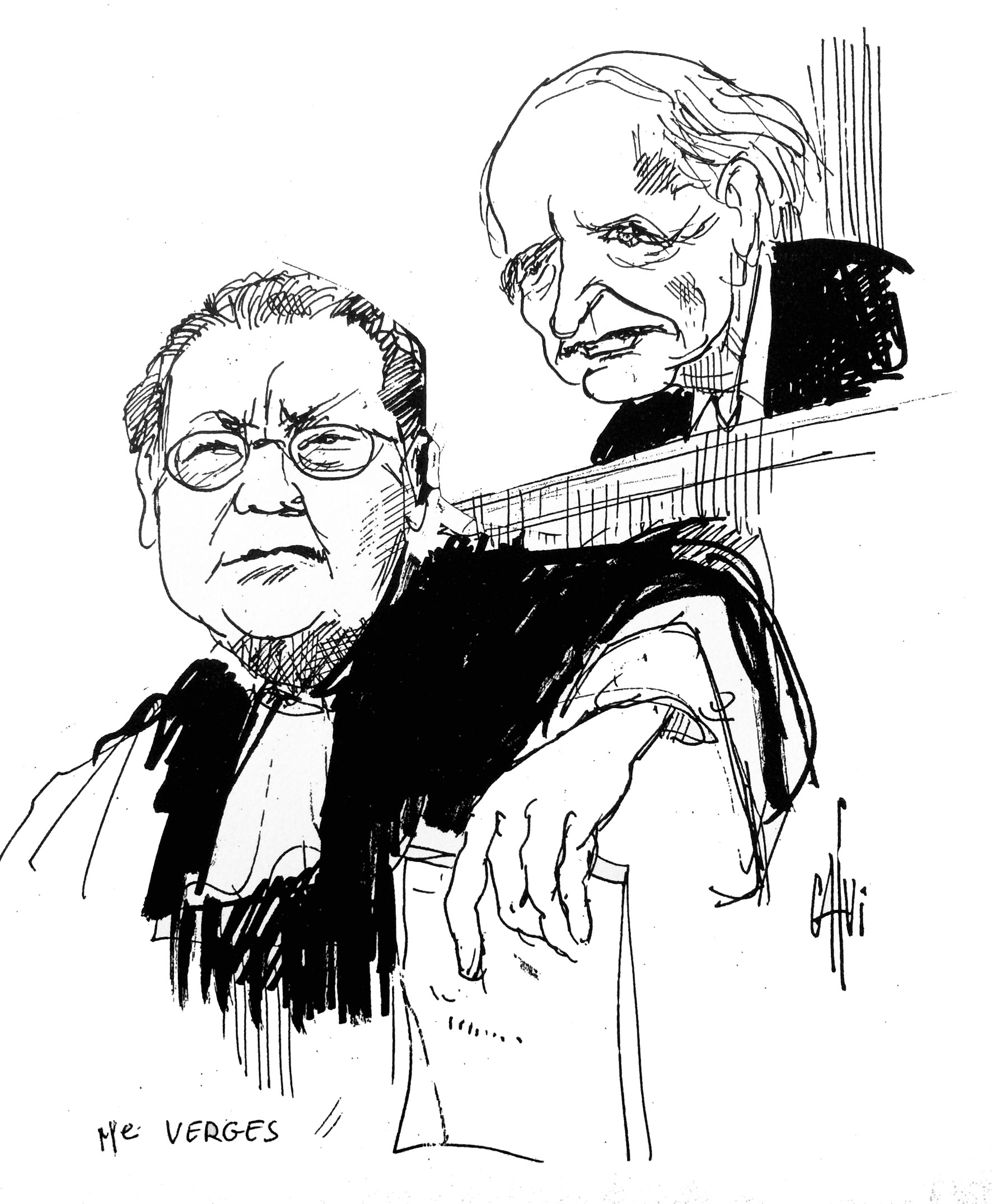
Jacques Vergès y Klaus Barbie en el proceso de Lyon 1987 (diseño de Calvi)

Su proceso judicial comenzó en enero de 1987 en Lyon. Barbie ya había sido condenado a muerte dos veces en ausencia durante su ocultamiento en Bolivia (en 1952 y 1954, en Francia), pero dado que los crímenes de guerra que tuvieron lugar en la Francia de Vichy prescribían a los 20 años, solamente se le juzgó por las deportaciones de poblaciones civiles. Fueron tres fundamentalmente: la deportación de los 44 niños judíos refugiados en una colonia en Izieu, la redada y posterior deportación de más de 80 personas en la sede de la Unión General de Israelíes de Francia de Lyon, y el denominado "último tren", en el que fueron deportadas entre 300 y 600 personas escasos días antes de la entrada de las tropas aliadas en Lyon.
Se autorizó a que se filmara el juicio debido a su alto valor histórico, si bien las imágenes del proceso no fueron difundidas inmediatamente. Barbie negó todos los cargos y se limitó a declarar. Su abogado defensor fue Jacques Vergès, quien utilizó un argumento basado en la tesis de que las acciones de Barbie no fueron más terribles que las de cualquier colonialista en cualquier parte del mundo, incluyendo a los franceses, quienes nunca fueron perseguidos: "¿Qué nos da derecho a juzgar a Barbie cuando nosotros, en conjunto, como sociedad o como nación, somos culpables de crímenes similares?". El fiscal principal fue Pierre Truche. Finalmente, el 4 de julio de aquel año fue sentenciado a cadena perpetua por crímenes contra la humanidad. Cuatro años después, encontrándose en prisión el 25 de septiembre de 1991, falleció enfermo de leucemia.

## En la cultura popular
La vida de Barbie es relatada en el documental francés Mon meilleur ennemi dirigido por Kevin Macdonald.
La película franco-alemana para la televisión La Traque (2008) ('La Cacería del Nazi' en español) relata los intentos de búsqueda y extradición de Barbie por parte de una pareja de agentes de inteligencia franceses.
En la película Resistencia (2020), Matthias Schweighöfer interpreta a Barbie, mostrando su brutalidad con los judíos y los miembros de la Resistencia francesa.
Su nombre es usado en la película protagonizada por Sandra Bullock Our brand is crisis para desprestigiar a un político.
En la película Rat Race, de 2001, hay una escena en la que Randy Pear (Jon Lovitz) y su familia entran por error a un museo en honor a este personaje, al creer que se trataba de un museo en honor a las muñecas Barbie.
En el videojuego Tom Clancy's Ghost Recon Wildlands, ambientado en una Bolivia ficticia, se puede recorrer una versión imaginada de la casa de Klaus Barbie, junto con su búnker.
El libro Klaus Barbie, fruto del trabajo conjunto de Frédéric Brrémaud y de Jean-Claude Bauer, quien cubrió su juicio en 1987 para el canal Antenne 2, fue traducido al español por la Editorial El Cuervo. Narra el retrato de uno de los más grandes criminales de guerra del siglo XX. Gracias a la colaboración de Jean-Olivier Viout, teniente fiscal de este juicio histórico, o de Serge y Beate Klarsfeld, abogados defensores de los deportados judíos, los autores logran presentar un relato necesario, testimonio de uno de los juicios más resonantes de la Historia.
En Vivir abajo, novela del peruano Gustavo Faverón, se relata en la voz del poeta boliviano Jaime Sáenz los entresijos de una amistad con Klaus Barbie.